# びんびんシリーズ
『びんびんシリーズ』は、フジテレビ系列で1987年から2000年代にかけて断続的に放送されていたテレビドラマのシリーズ。制作は東宝。

## 概要
徳川龍之介（田原俊彦）と榎本英樹（野村宏伸）のコンビが、作品ごとに役どころを変えながら活躍する作品で、2人にとって最大の当たり役とも言われている。特に1988年に制作された「教師びんびん物語」はシリーズ最大のヒット作として知られ、「教師」だけで連続ドラマ2シリーズ、スペシャル版が3本製作されるほどの人気となった。
連続ドラマとしては「月9」枠で、毎週月曜日21:00 - 21:54（JST）に3シリーズが制作され、スペシャル版が断続的に何度か放送されている。

## ラジオびんびん物語（1987年）
『ラジオびんびん物語』は、1987年8月3日から9月21日まで放送された。
連続ドラマシリーズ第1作。フジサンケイグループの関連企業を舞台にした『業界ドラマシリーズ』の第3作目の位置付けで、実在のラジオ局であるニッポン放送を舞台に、徳川龍之介・榎本英樹がラジオ局の営業マンとしてドタバタ劇を繰り広げた。シリーズ平均視聴率は17.7%。
ニッポン放送が舞台であることから実際に放送されていた同局の番組宣伝がドラマ内で行われたほか、同局の看板アナウンサーである上柳昌彦もキャストに名を連ね、複数回出演していた。さらには当時ニッポン放送のイメージキャラクターでもあった南野陽子が『ナンノこれしきっ! スペシャル』に出演するという設定でゲスト出演するなど、当時のニッポン放送の番組パーソナリティやアナウンサーが毎回、数シーンゲスト出演していた（#番組協力の節を参照）。

### キャスト
- 徳川龍之介 - 田原俊彦[注釈 2]
- 榎本英樹（徳川の後輩） - 野村宏伸
- 小宮サナエ（徳川の同僚） - 小林聡美
- 杉山慶子（徳川の同僚） - 高橋ひとみ
- 土方勇（徳川の上司） - 阿藤海
- 沖田健司（営業部長） - 山下真司
- 宅沢晃一（制作部ディレクター） - 萩原流行
- 田島響子（制作部プロデューサー） - 池上季実子
当時のニッポン放送には「プロデューサー」という役職は存在しなかったため、役柄自体が架空の存在であった。
- ニッポン放送社員 - 辻沢杏子、立原麻衣、橋本かほる、中島夕紀絵
- 野田加代子（スポンサーの社長令嬢） - 鈴木保奈美

### 番組協力
- 『玉置宏の笑顔でこんにちは!』（玉置宏が第1話で、西田麻里が第4話で出演）
- 『デーモン小暮のオールナイトニッポン』（第1話は音声のみ、第3話でデーモン閣下が出演）
- 『ヤングパラダイス』（第2話で三宅裕司が出演、第3話は声のみ）
- 『斉藤由貴 ネコの手も借りたい』（第4話で斉藤由貴が出演）
- 『南野陽子 ナンノこれしきっ!』（第5話で南野陽子が出演）
- 『HITACHI FAN! FUN! TODAY』『ぽっぷん王国』（第7話。上柳昌彦が出演）

### スタッフ
- 企画 - 前田和也、亀山千広、津島平吉
- プロデューサー - 柴田徹、森田要、中山秀一
- 脚本 - 矢島正雄
- チーフ・ディレクター - 赤羽博
- 音楽 - 渡辺博也
- 技術協力 - 東通
- スタジオ - 目黒スタジオ
- 制作協力 - ニッポン放送
- 制作 - フジテレビ、東宝

### 主題歌
- 田原俊彦「どうする?」（キャニオン・レコード）

### 放送日程
| 各話   | 放送日        | サブタイトル              | 演出     | ゲスト                                                                                | 視聴率 |
| ------ | ------------- | ------------------------- | -------- | ------------------------------------------------------------------------------------- | ------ |
| 第1話  | 1987年 8月3日 | オレはリッパな ダメ社員!? | 赤羽博   | 高品格、薬丸裕英（友情出演） 本木雅弘（友情出演)、湯浅明 上柳昌彦、玉置宏（番組協力） | 19.6%  |
| 第2話  | 8月10日       | 女ってコワイぜ!           | 赤羽博   | 小倉久寛、中島はるみ、 広田玲央名、三宅裕司（番組協力）                               | 20.5%  |
| 第3話  | 8月17日       | 燃えろ! ザ・接待          | 雨宮望   | 今井和子、石井光三、大川興業 松澤一之、佐戸井けん太、 デーモン小暮（番組協力）        | 16.5%  |
| 第4話  | 8月24日       | 男は愛の固まりサ          | 赤羽博   | 浅利香津代、林美穂、梅沢昌代 石井光三、斉藤由貴（番組協力） 、西田麻里（番組協力）    | 18.3%  |
| 第5話  | 8月31日       | テレビがなんだ!           | 雨宮望   | 大竹まこと、越川大介・藤井一男 伊藤了子、高橋尚代、那須真理子 南野陽子（番組協力）    | 17.4%  |
| 第6話  | 9月7日        | 愛の嵐だ! 龍之介          | 若松節朗 | 時任三郎（特別出演）、八名信夫                                                        | 16.4%  |
| 第7話  | 9月14日       | 今夜はどうする!?          | 若松節朗 | 上柳昌彦（番組協力）                                                                  | 17.5%  |
| 最終話 | 9月21日       | さよなら!龍之介           | 赤羽博   |                                                                                       | 15.6%  |

## 教師びんびん物語（1988年）
『教師びんびん物語』は、1988年4月4日から6月27日まで放送された。
連続ドラマシリーズ第2作。ドーナツ化現象の進展により大幅に生徒数が減少した東京・銀座の銀座第一小学校（中央区立泰明小学校がモデルとされている）を舞台とした学園ドラマ。シリーズ平均視聴率22.1%、最高視聴率24.9%を記録した。
熱血教師・徳川龍之介とその後輩の教師・榎本英樹のコンビを中心に、小学生の揺れ動く心理状態や、近隣の小学校との統廃合問題で揺れる学校運営などを描いた。

### キャスト
- 徳川龍之介 - 田原俊彦
- 榎本英樹 - 野村宏伸
- 奥沢いづみ - 五十嵐いづみ
  - 榎本家の隣人。客室乗務員。まゆみの妹
- 国立響子(徳川の恩師) - 五十嵐淳子
- 満田亀造(ダメ教師) - 萩原流行
- 御前崎マキオ(教頭) - 阿藤海
- 江崎次郎 - 大竹まこと
- 鹿島 - 五代高之
  - 両親が勝手に決めたまゆみの婚約者。ボクシング経験者で喧嘩も強い
- 三田不動産社長 - 長塚京三
- 立原麻衣
- 塚田きよみ
- 橋本かほる
- 中島夕紀絵
- アパート大家 - 野村昭子
- 仲山(校長) - 佐藤允
- 奥沢大造 - 平幹二朗
- 奥沢まゆみ - 紺野美沙子
  - 学習塾講師。主たる生徒は徳川学級。当初は図々しい徳川を嫌悪していたが徐々に好意を寄せる様になる。榎本を同性愛者だと思っている。学校閉校後は妹が独立したので徳川らの赴任先近くで英会話スクールを開講。

### 徳川学級の生徒
生徒名は、特記のないものは芸名もしくは本名をそのまま使用している。
- 岩瀬威司
- 川名浩介(名川浩介役)
- 川名誠
- 佐藤宏介
- 関根信行
- 高橋学
- 得平誠
- 西村豊史
- 阿部亜由美(国立真美役)
- 五十嵐吉織
- 江口雅
- 小桑佐和子
- 小林妃水子
- 中里真美
- 東山美鈴
- 渡辺美恵(渡辺いずみ役)
- 高名健一(青木まさし役)

### スタッフ
- 企画 - 前田和也、亀山千広、津島平吉
- プロデューサー - 柴田徹、森田要、中山秀一
- 脚本 - 矢島正雄
- 音楽 - 馬飼野康二
- 広報 - 吉見健士
- 技術協力 - 東通
- スタジオ - 目黒スタジオ
- 制作 - フジテレビ、東宝

### 主題歌
- 田原俊彦「抱きしめてTONIGHT」（ポニーキャニオン）

### 放送日程
| 各話                                                       | 放送日        | サブタイトル                | 演出     | ゲスト | 視聴率 |
| ---------------------------------------------------------- | ------------- | --------------------------- | -------- | --- | ------ |
| 1                                                          | 1988年4月4日  | 銀座の恋の小学校            | 赤羽博   | 中沢敦子 | 24.9%  |
| 2                                                          | 1988年4月11日 | 小さな恋のラーメン騒動      | 赤羽博   | 園田裕久、田岡美也子、加賀谷純一 田村元治、加藤治、後閑常光 島田淳、辻広一                                                                             | 19.0%  |
| 3                                                          | 1988年4月18日 | 泣けるぜ!今夜は             | 雨宮望   | 中原丈雄、庄司永健、きたろう 古坂るみ子、高師美雪、佐々木敏 明石知也、加藤治、芳野亜梨沙 情野真由美、麻丘めぐみ                                        | 23.0%  |
| 4                                                          | 1988年4月25日 | 愛の嵐の大暴れ!             | 雨宮望   | 加藤善博、児玉謙次、加藤治 藤崎卓也、光岡勇太郎、真鍋敏 平野令子                                                                                       | 19.8%  |
| 5                                                          | 1988年5月2日  | 先生!戻って来て             | 赤羽博   | 不破万作、野村ちこ、森山米次 川口東五、平圭子、 | 18.6%  |
| 6                                                          | 1988年5月9日  | 先生!愛してるゥ             | 赤羽博   | 泉晶子、夏川加奈子、小杉ゆり | 23.0%  |
| 7                                                          | 1988年5月16日 | あぶない課外授業            | 雨宮望   | 岡本麗、小宮孝秦、大友龍三郎 三田村賢二、加藤治、梶周平                                                                                                | 23.3%  |
| 8                                                          | 1988年5月23日 | 銀座はオレのステージだ!     | 中山秀一 | 中村ゆうじ、穂高稔、松尾文人 永谷吾一、中島元、杉山政幸 伊東あつ子、槇ひろ子、大川万裕子 岡部真美、八木志津子、今野敬子 石原則直、橋本一輝、室田日出男 | 21.7%  |
| 9                                                          | 1988年5月30日 | 俺の胸で泣け!!              | 赤羽博   | 藤谷奈々子、二谷里恵、西城真由美 西条希美、生駒利治、烏山一江 浅野今日子                                                                               | 21.7%  |
| 10                                                         | 1988年6月6日  | この学校がなくなるの!?      | 中山秀一 | ヒロコ・グレース | 24.5%  |
| 11                                                         | 1988年6月13日 | オレの生徒に手を出すな!!    | 赤羽博   | 斉木しげる、菅田俊、野村信次 山口純平、木村翠、青木和代 長沢大                                                                                         | 23.3%  |
| 12                                                         | 1988年6月20日 | 小学校が消える日            | 雨宮望   | 菅田俊、秋野陽介、藤原晋 松下泰知、半海いづみ | 21.3%  |
| 13                                                         | 1988年6月27日 | ありがとう!君たちを忘れない | 赤羽博   | 矢野和弘、後閑常光 | 23.7%  |
| 平均視聴率 22.1%（視聴率は関東地区・ビデオリサーチ社調べ） |               |                             |          | |        |

## SPびんびん物語（1988年）
1988年10月6日放送。徳川・榎本の2人がセキュリティポリスとなり、某国王女の身辺警護を務める中でのドタバタを描いた日本版『ローマの休日』。田原・野村のほかに、小林聡美や池上季実子が出演している。

## 教師びんびん物語II（1989年）
『教師びんびん物語II』は、1989年4月3日から6月26日まで放送された。
連続ドラマシリーズ第3作。徳川龍之介がひょんなことから東京・御茶ノ水の名門私立小学校「聖橋大学附属小学校」（ロケ地は昭和第一高等学校）に赴任し、中学部進級を目指す児童たちを教えることに。慣れない進学校での勤務でも相変わらずの熱血指導を行う徳川と、「担任作成の調査書で低位3分の1は中学部進学不可」とする校則の中で苦しむ児童達とのふれあいを描いた。
シリーズの平均視聴率26.0%、最高視聴率31.0%を記録（月9初の30%以上を達成）し、シリーズ最大の成功作となった。蛭子能収が芸能界でのデビューとなった作品でもある。徳川と榎本は第1話で初対面という設定であり、前作と物語上のつながりはない。Iでは萩原がダメ教師役、阿藤が教頭役であったが、IIではその立場が逆転している。
田原が歌う「ごめんよ 涙」も大ヒットした。1989年12月にVHSでソフト化されている。さらに2011年には、第1シリーズとともにDVD化されている。

### キャスト
- 徳川龍之介 - 田原俊彦
- 榎本英樹 - 野村宏伸
- 三井祐子 - 麻生祐未
- 木下玲子 - 生田智子
- 長曽我部権三 - 阿藤海
- 木下ますみ - 渡辺美奈代
- 上杉久美子 - 鶴田真由
- 山口昭一 - 斎木しげる
- 樋口しげり
- 大河内浩
- 喫茶店のマスター - 蛭子能収
- 金井一 - 伊沢弘
- 榎本長一郎 - 大竹まこと
- 遠藤理事 - 大林丈史
- 田中理事 - 久遠利三
- 安田幸男 - 萩原流行
- 島津響子 - 梶芽衣子
- 島津響子の母 - 津島恵子
- 島津響子の実家の召使 - 庄司永建

#### 6年徳川組の生徒
生徒名は芸名もしくは本名をそのまま使用
- 片桐奈穂
- 金子成美
- 滝沢幸代
- 田京恵
- 新井山綾子
- 西野妙子
- 根本夕子
- 畑仲美和
- 観月ありさ
- 森山和美
- 八束愛
- 矢野美実
- 飯泉征貴
- 石井孝明
- 石関賢太郎
- 小林大介
- 小峰雄帆
- 近藤大基
- 坂根慶祐
- 高橋守
- 前野健
- 吉田誠

### スタッフ
- 企画 - 前田和也、亀山千広、津島平吉
- プロデューサー - 柴田徹、上木則安、中山秀一
- 脚本 - 矢島正雄
- 音楽 - 渡辺博也
- 技術協力 - 東通
- スタジオ - 目黒スタジオ
- 制作 - フジテレビ、東宝

### 主題歌
- 田原俊彦「ごめんよ 涙」（ポニーキャニオン）

### 放送日程
| 各話                                                       | 放送日        | サブタイトル            | 演出     | ゲスト | 視聴率 |
| ---------------------------------------------------------- | ------------- | ----------------------- | -------- | --- | ------ |
| 第1話                                                      | 1989年4月3日  | 帰ってきた龍之介        | 赤羽博   | 山崎満、加藤治、宮尾すすむ 角替和枝、オスマン・サンコン、姉崎公美 千種かおる、布施絵里 村井のり子                                                     | 23.1%  |
| 第2話                                                      | 1989年4月10日 | 傷だらけの龍之介        | 赤羽博   | 大串真一郎、宇田茂雄、CLIFTON MURRAY | 24.7%  |
| 第3話                                                      | 1989年4月17日 | 先生、僕を信じて        | 赤羽博   | 江森陽弘、天園翔子、河田裕司 太組富士雄、芳野亜梨沙、三谷悦代 石波義人                                                                                | 21.6%  |
| 第4話                                                      | 1989年4月24日 | 勇気と涙の旅立ち        | 赤羽博   | 南美江 | 25.0%  |
| 第5話                                                      | 1989年5月1日  | 星に願いを…             | 太田雅晴 | | 26.3%  |
| 第6話                                                      | 1989年5月8日  | みんな寂しいんだ        | 雨宮望   | 余貴美子、町出淳一 | 24.9%  |
| 第7話                                                      | 1989年5月15日 | 夢を信じたい!!          | 赤羽博   | | 24.7%  |
| 第8話                                                      | 1989年5月22日 | 勇気よ生徒を守れ        | 太田雅晴 | 綾田俊樹、泉晶子、西村淳二、 | 26.0%  |
| 第9話                                                      | 1989年5月29日 | 泣けてくる…             | 赤羽博   | | 27.5%  |
| 第10話                                                     | 1989年6月5日  | 涙は心の言葉だ!         | 雨宮望   | 速水典子、速水渓 | 28.9%  |
| 第11話                                                     | 1989年6月12日 | お母さんごめんね        | 雨宮望   | | 26.9%  |
| 第12話                                                     | 1989年6月19日 | 子供が消えた学校        | 赤羽博   | 遠藤征慈、菅田俊、東丘出陽 木村翠、伊沢孝子、綾小路助清 渡辺涼、伊藤信、辻つとむ 下坂泰雄、菊池かおり、みずきれい 松本啓子、森山米次、南英二 鈴木祥仁 | 27.8%  |
| 最終話                                                     | 1989年6月26日 | 先生はどこへも行かない… | 赤羽博   | 藤田宗久、高間智子、山崎猛 本庄和子、小室穣、岡田正典                                                                                                 | 31.0%  |
| 平均視聴率 26.0%（視聴率は関東地区・ビデオリサーチ社調べ） |               |                         |          | |        |

- 初回は21時 - 22時24分の30分拡大放送。 ※初回のみ「第1回」表記

## 教師びんびん物語スペシャル（1989年）
1989年10月4日放送。びんびんシリーズの出演者のNG集やインタビューなど。

## 巡査びんびん物語（1999年）
1999年5月14日放送。題名の通り徳川・榎本コンビが巡査に扮したサスペンスタッチの作品。びんびんシリーズとしては10年ぶりの復活となった。視聴率18.3%。
当時田原はほとんどタレントとしての仕事がない状態だったことから、その境遇を見かねた野村が田原の再起のきっかけにしてもらおうと、フジテレビの関係者にびんびんシリーズの復活を提案したことが同作品制作の発端だと言われている。

### キャスト
- 徳川龍之介 - 田原俊彦
- 榎本英樹 - 野村宏伸
- 山中五月 - 細川直美
- 八田亜矢 - 伊藤裕子
- 八田守 - 湯江健幸
- キシダ - 阿藤海（友情出演）
  - 高千穂村の村人
- 萩原浩史(甲府署署長) - 萩原流行（友情出演）
- 山梨県警・安岡(本部長)/安岡強（二役） - 前田吟
- 八田輝子 - 梶芽衣子

### スタッフ
- 脚本 - 矢島正雄
- 企画 - 清水賢治、鈴木吉弘
- プロデュース - 津島平吉
- 演出 - 赤羽博
- 技術協力 - 東通
- 美術協力 - フジアール、テレフィット、京阪商会、東宝コスチューム、ストロベリーキッズ
- 車輌 - 光映新社、共映
- 制作 - フジテレビ、東宝

## 教師びんびん物語スペシャル（2000年）
2000年3月17日放送。徳川は雇ってくれる学校がなく、コンビニでアルバイトをしながら学校に行かない生徒たちをコンビニの中で指導していた。一方榎本は私立高校の教師となっていたが、急遽学校の事情で教頭に抜擢される。ところが榎本の勤務する高校では、他の高校との吸収合併が計画されており、裏ではそれに伴い教員のリストラや問題児の処理（実質的な追放）が画策されていた。そんな学校に、「産休」に入った教員の代わりという名目で徳川が採用され3年F組の担任として赴任してくるのだが…。
このスペシャルでは榎本が結婚しているほか（榎本の妻役は横山めぐみ）、舞台が高校となっている（他のシリーズでは全て小学校が舞台）など、他の「教師びんびん」シリーズとはやや毛色の異なる作品となっている。

### キャスト
- 徳川龍之介 - 田原俊彦
- 榎本英樹 - 野村宏伸

### スタッフ
- 編成企画 - 清水賢治、鈴木吉弘
- プロデューサー - 津島平吉、阿部謙三
- 脚本 - 矢島正雄
- 演出 - 赤羽博
- 選曲 - 辻田昇司
- 技術協力 - 東通
- 美術協力 - フジアール
- 制作 - フジテレビ、東宝

## 教師びんびん物語スペシャル2（2001年）
2001年3月16日放送。学校を辞め学習塾の教師となった榎本と、都内の公立小学校の教師を務めている徳川。そんなある日、徳川の教えるクラスに在籍するある生徒が病気で長期入院するが、親の希望で他の生徒には「親の仕事の都合で急遽転校することになった」と説明。それが発端でいろいろとドタバタが起きる。